# Stillingia spinulosa
Stillingia spinulosa là một loài thực vật có hoa trong họ Đại kích. Loài này được Torr. miêu tả khoa học đầu tiên năm 1848.